# Chansons pour ceux qui s’aiment
Chansons pour ceux qui s’aiment (dt.: Lieder für die, die sich lieben) ist eine Ballade in französischer Sprache des deutschen Schlagersängers Jürgen Marcus aus dem Jahr 1976. Es wurde komponiert von Jack White. Der Text stammt von Fred Jay und Vline Buggy.

## Inhalt
Marcus singt über die Kraft der Liebeslieder, um in den Erinnerungen derer zu bleiben, die sie hören, ungeachtet der anderen Ereignisse in der Welt.

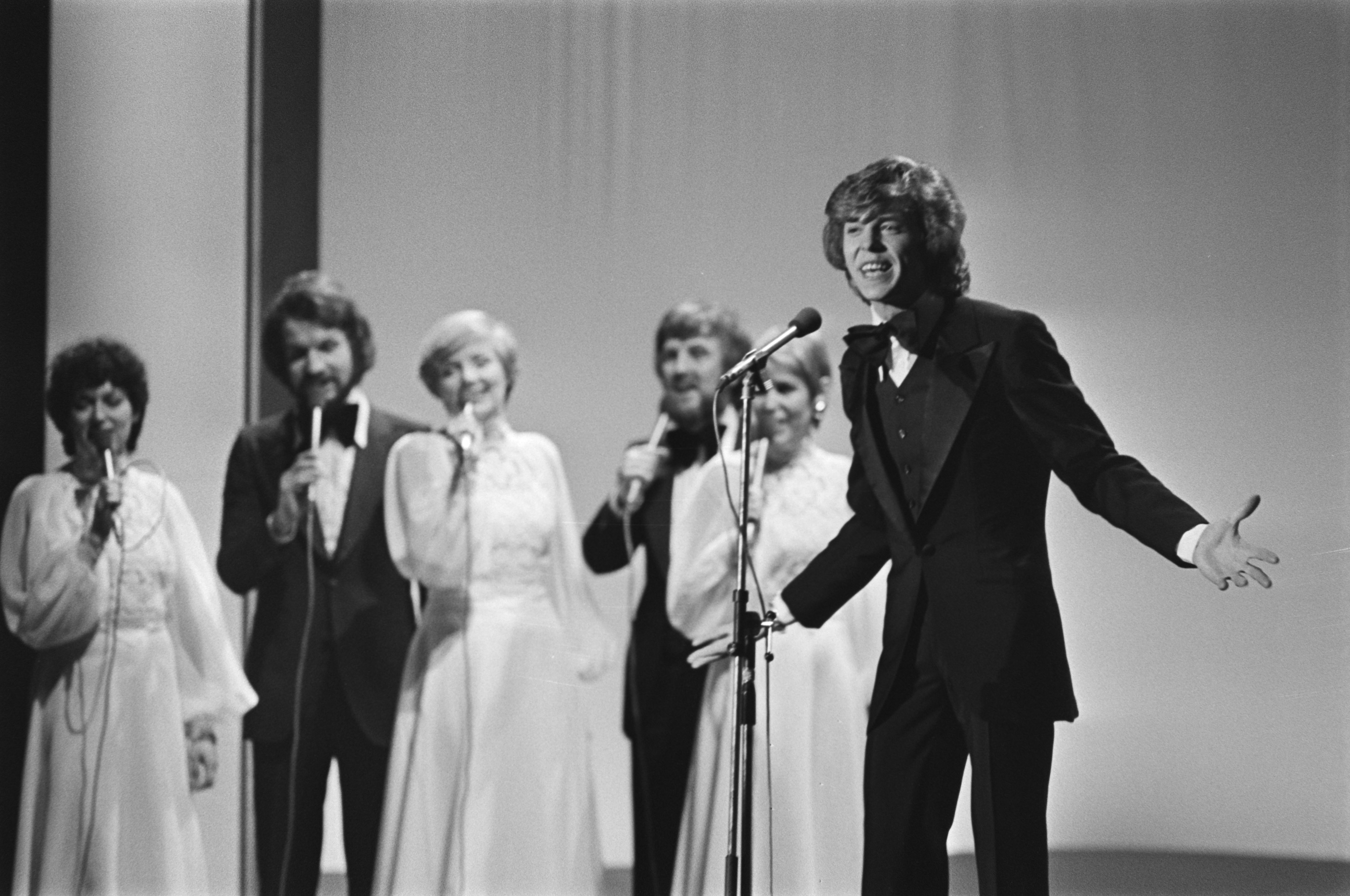
Jürgen Marcus während seines Auftritts in Den Haag

Er vertrat mit dem Lied Luxemburg beim Grand Prix Eurovision de la Chanson 1976 in Den Haag. Er ging mit der Nummer 5 an den Start. Begleitender Dirigent war Jo Plée. Mit 17 Punkten aus drei Ländern belegte er am Ende den 14. Platz von 18 Teilnehmern.
Unter dem Titel Der Tingler singt für euch alle nahm Marcus auch eine deutschsprachige Version des Liedes auf. Mit ihr erreichte er Platz 46 der deutschen Singlecharts.